# 騒音・振動・ハーシュネス
騒音・振動・ハーシュネス（英: Noise, Vibration, Harshness）は、自動車の快適性を推し量る上での一つの基準である。
呼称としては、それぞれの単語の頭文字をとってNVHと、また自動車メーカーの設計・開発現場や自動車雑誌では音振（おとしん）と呼ばれることもある。
騒音はロードノイズや風きり音などの外部から侵入する音を、振動はエンジン、プロペラシャフト、ドライブシャフト、ロードホイール（ホイール+タイヤ）などのアンバランスから発生する振動を、そしてハーシュネスは路面の凹凸による突き上げや、立て付けの悪さから来るガタピシ感などを表す。これらは運転者を含む乗員が不快に感じる要因となり、これらを改善することで「より良い自動車」が作れると考えられている。